# Famous Grouse

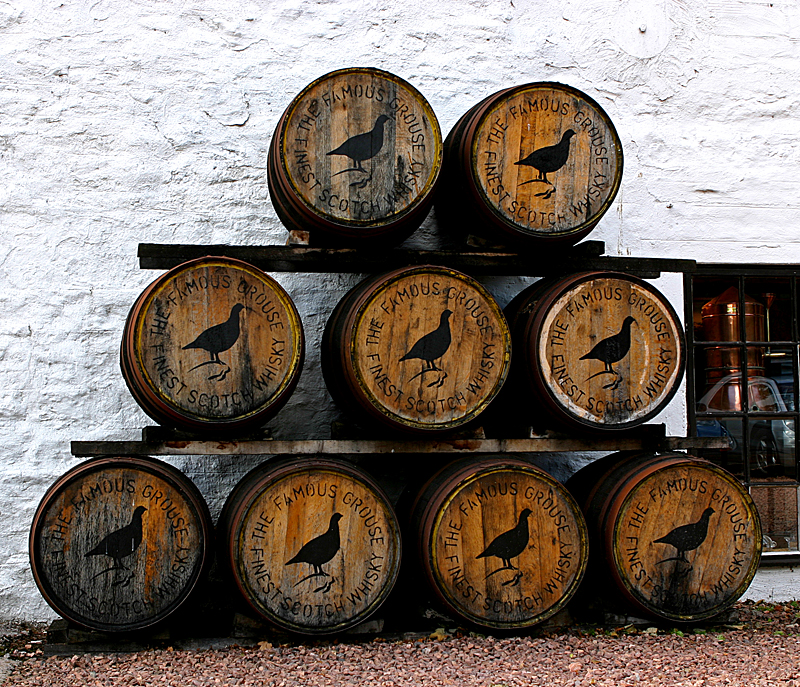
Tunnor med Famous Grouse

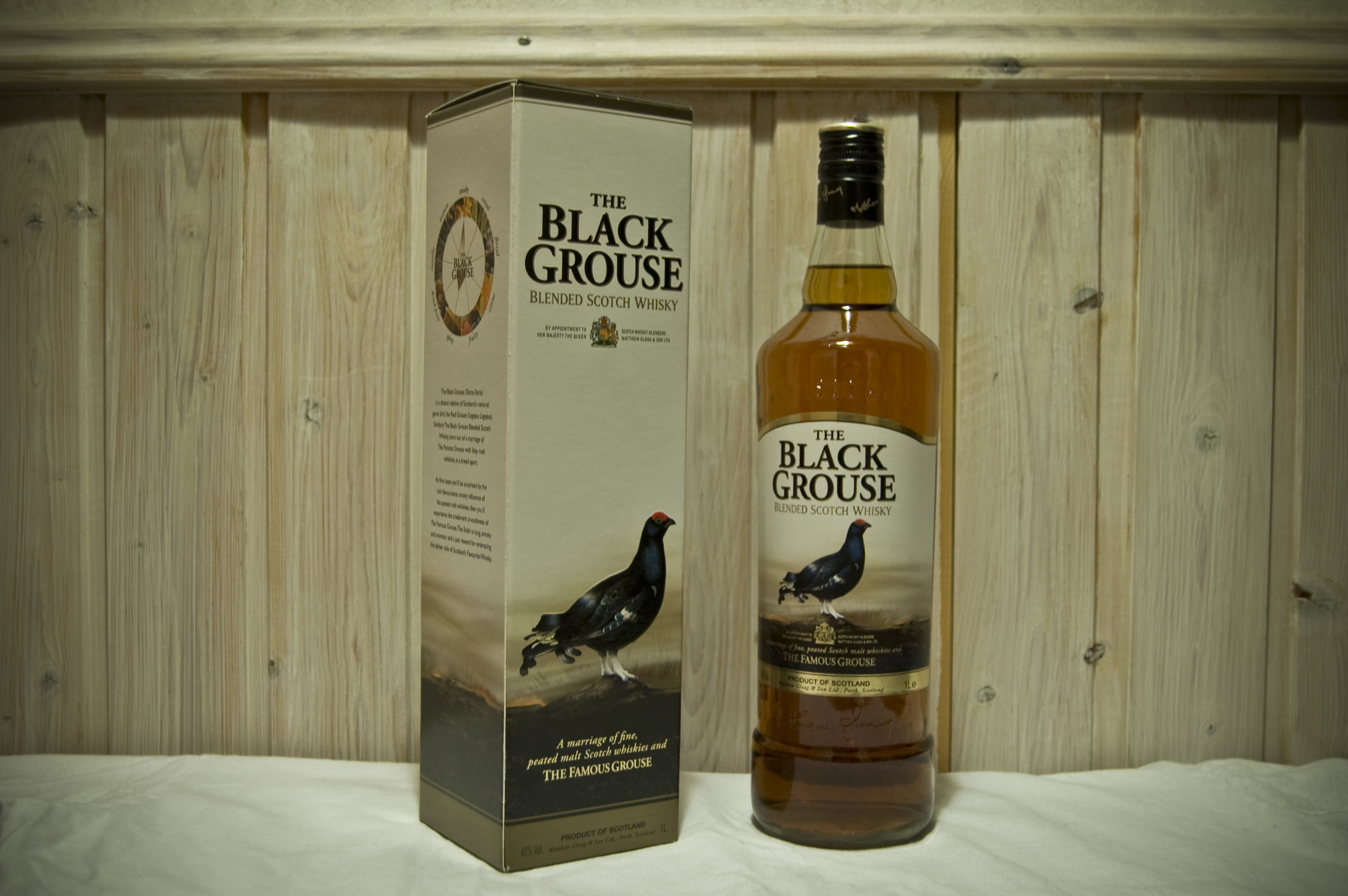
En flaska Black Grouse

Famous Grouse är en blended whisky som består av främst Highland Park och The Macallan.

## Historik
År 1896 tog Matthew Gloag fram en whiskyblandning han kallade för Grouse Brand. Gloags dotter Philippa ritade den röda moripan. År 1898 var whiskyn så populär att man valde att lägga till "Famous" i namnet. Man satsade ytterligare på marknadsföring och export och populariteten ökade. Företaget har även lanserat en egen maltwhisky "The Famous Grouse Malt" och även "Snow Grouse"; en whisky som skall serveras iskall direkt från frysen.
Man har också utvecklat Black Grouse för den svenska marknaden.